# 잉글리시 마스티프

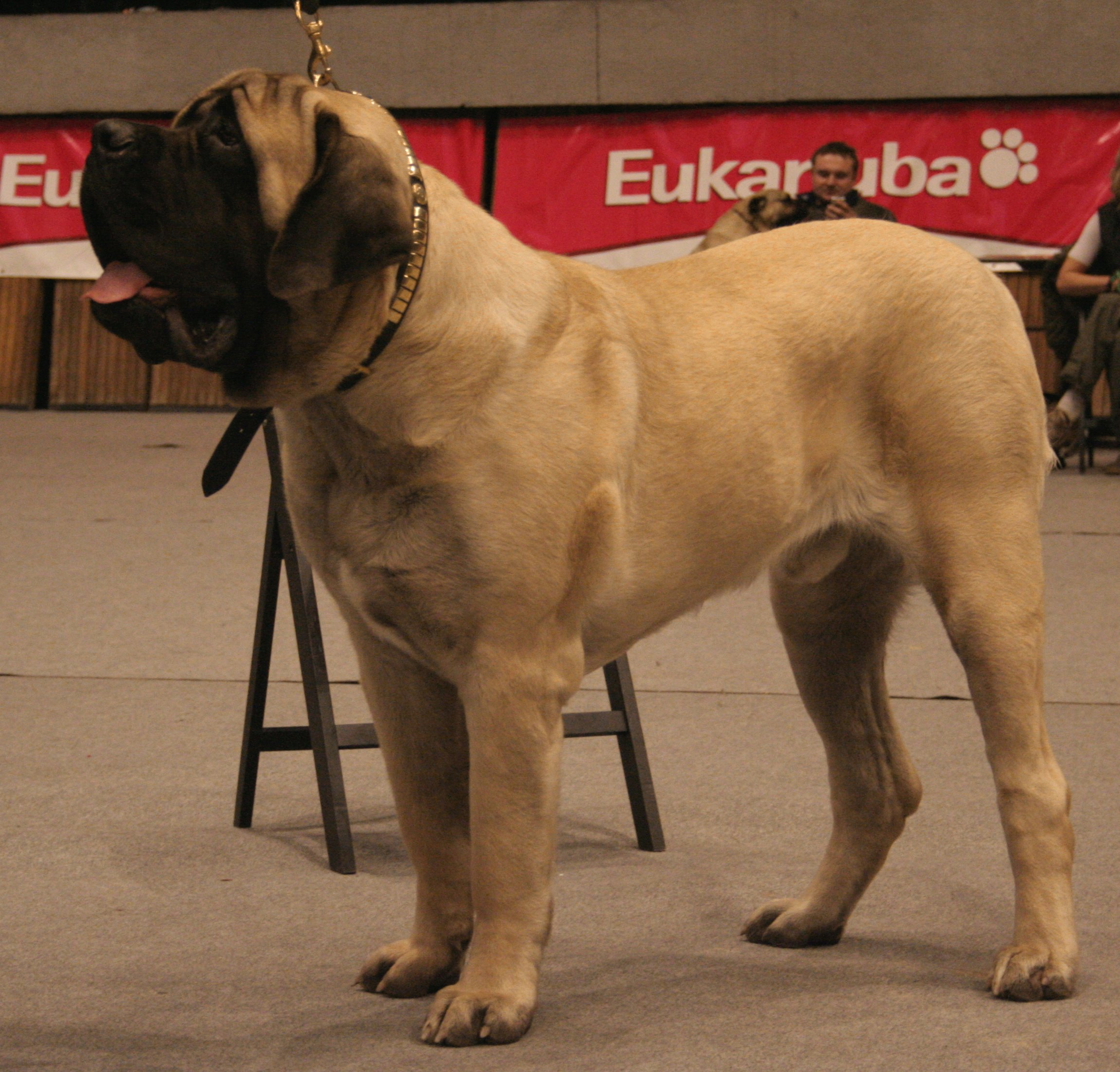
영국산 품종의 마스티프

잉글리시 마스티프(English Mastiff)는 현존하는 개의 가장 오래된 품종 중 하나로 털이 짧고 몸이 크며 튼튼한 것이 특징이다. 전체적인 외관은 무거운 뼈와 아래로 늘어진 귀, 비교적 짧고 근육이 잘 발달한 목, 짧은 주둥이를 하고 있으며, 용맹스럽고 순종적인 성격을 갖고 있어 보통 투견 내지는 경비견으로 사육되고 있다.
이 개를 단순히 마스티프라고 부르기도 한다. 본래 영국에서 마스티프라고 함은 이 견종만을 칭했으나, 견종을 체계적으로 정리하는 과정에서 마스티프라는 용어의 의미가 확장되었다고 볼 수 있다.

## 역사
계통수 연구를 통해 세계 각지에서 영국산 품종의 마스티프와 게놈 구조가 유사한 품종들이 확인되었으며, 이들 중 일부는 역사학자들의 조사를 토대로 고대 그리스에서 사육되었던 몰로수스와의 교배로 탄생된 것으로 추정되고 있다.